# Polyrhachis lucens
Polyrhachis lucens é uma espécie de formiga do gênero Polyrhachis, pertencente à subfamília Formicinae.